# Melaloncha castanea
Melaloncha castanea är en tvåvingeart som beskrevs av Brown och Giar-Ann Kung 2006. Melaloncha castanea ingår i släktet Melaloncha och familjen puckelflugor. Inga underarter finns listade i Catalogue of Life.